# Susann Goksør Bjerkrheim
Susann Goksør Bjerkrheim, född den 7 juli 1970 i Oslo, Norge, är en tidigare norsk handbollsspelare.

## Klubblagskarriär
Susann Goksør Bjerkrheim spelade för Osloklubbarna Bækkelagets SK till 1998 och sedan för Nordstrand IF 1998-2000. Med Bækkelagets SK vann hon två norska cuptitlar och två seriemästerskap 1992 och 1995. Klubben tog sig också till finalen i europacupen 1994 och 1995, men förlorade båda matcherna.

## Landslagskarriär
Goksør Bjerkrheim blev världsmästare 1999. Hon var också med och tog hem  VM-silver 1997 och VM-brons 1993. I europamästerskapen vann hon EM-silver 1996 och EM-brons 1994. EM 1998 missade hon på grund av skador. Hon har spelat 296 matcher för Norges damlandslag i handboll och gjort 844 mål. Mellan 1993 och 2000 var hon lagkapten i landslaget. Hon tog OS-silver i damernas turnering i samband med de olympiska handbollstävlingarna 1988 i Seoul. Hon försvarade lagets OS-silver i damernas turnering i samband med de olympiska handbollstävlingarna 1992 i Barcelona. Hon tog åtta år senare OS-brons i damernas turnering i samband med de olympiska handbollstävlingarna 2000 i Sydney.

## Efter karriären
Hösten 2006 var hon tillbaka i rampljuset – denna gång som deltagare i TV 2-serien Skal vi danse. Hon slutade som tvåa i tävlingen. Vinnare blev teveproducenten  och programledaren Kristian Ødegård. Hon var expertkommentator för NRK under sommar-OS i Beijing. 2010 var hon med på 4-stjerners reise på norsk TV tillsammans med Isabella Martinsen, Tom Nordlie och Kristian Valen och hon  var också med i  norska programmet Camp Senkveld. 

## Privatliv
Susann Goksør Bjerkrheim har en examen från Norges skola för sportvetenskap. Hon är gift med läraren och före detta handbollsspelaren Svein Erik Bjerkrheim.  Susann Goksør Bjerkrheim arbetar nu som konsult.

## Utmärkelser
Goksør Bjerkrheim tilldelades Håndballstatuetten  2001. Hon är också hedersmedlem i Bækkelagets SK.